# Troy Garity
Troy O’Donovan Garity, właśc. Troy O’Donovan Hayden (ur. 7 lipca 1973 w Los Angeles) – amerykański aktor filmowy i telewizyjny.

## Życiorys

### Wczesne lata
Urodził się w Los Angeles jako syn aktorki Jane Fondy i polityka / działacza społecznego Toma Haydena, jest kuzynem Bridget Fondy, siostrzeńcem Petera Fondy i wnukiem Henry’ego Fondy. Wychowywał się w Santa Monica. Garity jest panieńskim nazwiskiem jego babki ze strony ojca. Jako dziecko spędzał lato w Laurel Springs Arts Camp w Santa Barbara. Mając osiem lat pojawił się w dramacie Marka Rydella Nad złotym stawem (On Golden Pond, 1981) z matką i dziadkiem. Gdy miał szesnaście lat, porzucił szkołę na rzecz pracy w cyrku – został cyrkowym wykonawcą i podróżował po całym kraju. Jako dorosły, przeniósł się do Nowego Jorku, by studiować w American Academy of Dramatic Arts, a później do Los Angeles, aby rozpocząć karierę filmową.

### Kariera
W roku 1998 magazyn People umieścił jego nazwisko na liście 50 najpiękniejszych ludzi świata. W historycznym filmie biograficznym Steal This Movie! (2000) z udziałem Vincenta D'Onofrio zagrał postać działacza lat 60. Abbie'go Hoffmana. W komedii kryminalnej Barry’ego Levinsona Włamanie na śniadanie (Bandits, 2001) wystąpił jako ekscentryczny kaskader kierowca rabusiów bankowych granych przez Bruce’a Willisa i Billy’ego Boba Thorntona. Za rolę Barry’ego Winchella, homoseksualnego żołnierza, ofiary nietolerancji w wojsku, w filmie telewizyjnym Dziewczyna żołnierza (2003) zdobył nominację do Złotego Globu dla najlepszego aktora. Jest także laureatem nagrody Young Hollywood Award.

## Wybrana filmografia
- 1974: Introduction to the Enemy (film dokumentalny)
- 1981: Nad złotym stawem (On Golden Pond) jako chłopak
- 1996: The Cherokee Kid (TV) jako barman
- 1997: Teoria spisku (Conspiracy Theory) jako internowany
- 2000: Steal This Movie! jako Tom Hayden
- 2001: Perfumy (Perfume) jako Simon
- 2001: Włamanie na śniadanie (Bandits) jako Harvey Pollard
- 2002: Barbershop jako Isaac Rosenberg
- 2003: Dziewczyna żołnierza (Dziewczyna żołnierza, TV) jako Barry Winchell
- 2004: Barbershop 2: Z powrotem w interesie jako Isaac Rosenberg
- 2004: Po zachodzie słońca (After the Sunset) jako Luc
- 2007: W stronę słońca (Sunshine) jako Harvey
- 2007: Eichmann jako Avner Less
- 2008: Lake City jako Billy
- 2008: Skrzydlate cienie (Winged Creatures) jako Ron Abler
- 2009: Zawsze tylko ty (My One and Only) jako Becker
- 2009: A Day in the Life jako oficer Klute
- 2009: Kerosene Cowboys jako Luke „Cajun” Babbineaux
- 2009: Dr House jako Hank Hardwick
- 2011: Hawaii Five-0 jako agent Edward Kipton
- 2011: The Playboy Club jako John Bianchi
- 2011: Dobry doktor (The Good Doctor) jako Dan
- 2011-2012: Boss jako Sam Miller
- 2013: Gangster Squad. Pogromcy mafii jako Wrevock
- 2013: Elementary jako Lucas Bundsch
- 2015: Gracze (Ballers) jako Jason
- 2016: Barbershop: The Next Cut jako Isaac Rosenberg